# Quebrada El Ciprián
Quebrada El Ciprián è un comune (corregimiento) della Repubblica di Panama situato nel distretto di Las Minas, provincia di Herrera. Si estende su una superficie di 43,1 km² e conta una popolazione di 919 abitanti (censimento 2010).